# Arroyo de las Fraguas
Arroyo de las Fraguas é um município da Espanha na província de Guadalajara, comunidade autónoma de Castilla-La Mancha, de área 21,41 km² com população de 47 habitantes (2006) e densidade populacional de 2,2 hab./km².

## Demografia
| Variação demográfica do município entre 1991 e 2004 | Variação demográfica do município entre 1991 e 2004 | Variação demográfica do município entre 1991 e 2004 | Variação demográfica do município entre 1991 e 2004 |
| --------------------------------------------------- | --------------------------------------------------- | --------------------------------------------------- | --------------------------------------------------- |
| 1991                                                | 1996                                                | 2001                                                | 2004                                                |
| 19                                                  | 53                                                  | 40                                                  | 42                                                  |